# اكوداما درايف
اكوداما درايف (باليابانية: アクダマドライブ، بالروماجي: Akudama Drive) هو أنمي سايبربانك تلفزيوني ياباني من إنتاج إستوديو بيرو وشركة ألعاب تو كيو [الإنجليزية]، تدور أحداثه في المستقبل في منطقة كانساي المنكوبة حول عدد من المجرمين المعروفين باسم «أكوداما» وسعي الحكومة لمطاردتهم، كان من المقرر عرض الأنمي في يوليو 2020 إلا أن العرض تأجل حتى أكتوبر من نفس العام بسبب جائحة فيروس كورونا المستجد.

## القصة
في المستقبل البائس حيث تصبح منطقة كانساي منطقة تابعة إلى كانتو، بمستوى إجتماعي منخفض ينتشر عدد من المجرمين المحترفين يطلق عليهم «أكوداما»، تصل هؤلاء المجرمين رسائل من عميل مجهول يطلب منهم تحرير السجين السفاح المحكوم عليه بالإعدام مقابل مكافأة مالية، فيتوجه 4 أكوداما لأداء المهمة ويقتحمون قسم شرطة كانساي ليتمكنوا من تحريره، إلا أنهم يكتشفوا بأن هذه المهمة هي جزء من مهمة أخرى أكبر يجبرهم فيها العميل على تنفيذها، ويعرض عليهم مبلغ كبير من المال، فتاة عادية صادف وجودها في المركز لتهمة بسيطة تُجَر إلى خضم الأحداث وتجبر على الإنضمام إلى الأكوداما وتساعدهم في مهمتهم وهذا ما حصل أيضاً مع مجرم بسيط يوصف بأنه قاطع طريق هرب صدفة بعد تحطم زنزانة المركز، يجب على هذا الفريق العمل معاً لإنهاء المهمة والحصول على مكافأتهم، إلا أن طريقهم يُعترض من قبل وحدة الإعدامات في شرطة كانساي.

## الشخصيات

### أكوداما
إنسانة عادية (一般人، Ippanjin) / محتالة (詐欺師، Sagi-shi)
أداء صوتي: تومويو كوروساوا
فتاة عادية تم إعتقالها بسبب عدم دفعها لمبلغ تناولها الطعام في أحد المطاعم لأنها لم تملك نقوداً مادية بالرغم من إمتلاكها لعملة نقدية إلا أنها لم تكن لها، في خضم الفوضى بعد ما أنقذت ما إعتقد بأنها قطة سوداء عادية إضطرت لأن تكذب وتدعي بأنها أكوداما «محتالة» لتنجو من القتل على يد المجرمين الآخرين، ثم تجر مجبرةً معهم في مخططهم. هي شخصية «بديلة المشاهدين»(أ) صممها طاقم العمل بعناية كبيرة وإختاروا لها المؤدية كوروساوا.
ساعي (運び屋، Hakobi-ya)
أداء صوتي: يويتشيرو أوميهارا
شخص قليل الكلام وعالي المهارة، يمكنه توصيل أي طرد إلى أي مكان طالماً يتلقى أجره، يستعمل الساعي مسدسه الطويل في القتال لكن يمكنه القتال أيضاً باستخدام دراجته النارية والتي تملك مدفع كهرومغناطيسي مدمج معها. وأفضل مؤدي صوتي للشخصية كان أوميهارا، حيث رأى الطاقم أن المؤدي كثير الكلام سيخرج من نطاق طبيعة الشخصية.
مشاجر (喧嘩屋، Kenka-ya)
أداء صوتي: شونسكي تاكيوتشي
شخص بقوة بدنية جنونية إلا أنه غبي نوعاً ما، يمتلك قبضة وقوة تمكنه من شق طريقه عبر أي شيء، كما يمكنه تحمل ضربات قد تكون مميتة للأشخاص العاديين، وصف طاقم العمل الشخصية بأنه شاب وسيم بعضلات بارزة، وإختير تاكيوتشي كمؤدي صوت له لإيصال فكرة الشخصية بعناية.
مخترق (ハッカー، Hakkā)
أداء صوتي: شون هوريه
كما يوحي إسمه، هو شخص محترف في إختراق أي نظام أو جهاز يمكنه الوصول إليه، كما يتحكم بزوج من طائرات الدرون والتي يمكن إستخدامها كأسلحة أو تحويلها إلى لوح تزلج يتنقل عليه، في الأصل هو طفل لكن يتحول ليأخذ طابع أكثر جدية يتناسب مع طبيعة المسلسل. أخبر طاقم العمل المؤدي هوريه بأن يجعله شخصية باردة المشاعر.
طبيبة (医者، Isha)
أداء صوتي: ميغومي أوغاتا
جراحة وكيميائية وطبيبة عامة يمكنها علاج نفسها مباشرة عند تعرضها لأي إصابة قاتلة، عادةً ما تقتل أشخاصاً أكثر من الذين تنقذهم. تم إختيار أوغاتا للأداء الصوتي على أن تجعل صوتها يظهر امرأة مثيرة ة جنسياً على خلاف أدوارها السابقة التي تمثلك على هيئة شباب ذكور يافعين.
قاطع طريق (チンピラ، Chinpira)
أداء صوتي: سوبارو كيمورا
قاطع طريق محكوم عليه بالسجن 4 سنوات إلا أنه هرب أثناء الفوضى التي حصلت عند إنقاذ السفاح، يحاول أن يقدم نفسه على أن مجرم خطير أمام باقي الأكوداما.
سفاح (殺人鬼، Satsujinki)
أداء صوتي: تاكاهيرو ساكوراي
شخص مجنون محكوم عليه بالإعدام نتيجة قتله لألف شخص، تم إطلاق سراحه من قبل الأكوداما الآخرين، مهوس بلون الدم الأحمر، طاقم العمل وجدوه كأصعب شخصية إعداداً.

### قسم الإعدام
خبير من قسم الإعدام (処刑課師匠، Shokei-ka Shishō)
أداء صوتي: اكيو أوتسوكا
خبير ومختص من قسم إعدام الأكوداما في شرطة كانساي، مدرب بإسلوب قتال يشبه النينجا لمطاردة وتصفية الأكوداما.
متدربة من قسم الإعدام (処刑課弟子، Shokei-ka Deshi)
أداء صوتي: يوميري هاناموري
هي طالبة متدربة لدى خبير الإعدامات تملك مهارة كبيرة في القتال المباشر، وتستخدم سلاح جوتي كهربائي.
مبتدئ من قسم الإعدام (処刑課後輩، Shokei-ka Kouhai)
أداء صوتي: تايكو كاتونو [الإنجليزية]
هي طالبة متدربة لدى خبير الإعدامات تملك مهارة كبيرة في القتال المباشر، وتستخدم سلاح جوتي كهربائي.
الزعيمة (ボス، Bosu)
أداء صوتي: يوشيكو ساكاكيبارا
امرأة كبيرة في السن تشغل منصب رئيسة قسم الإعدام في مقر شرطة كانساي.

### شخصيات أخرى
قطة سوداء (黒猫، Kuro Neko)/الأخ (兄، Ani)
أداء صوتي: مايا أوتشيدا
روبوت متكلم على هيئة قطة سوداء اللون تتكلم بالنيابة عن شخص يطلب من الأكوداما تحرير السفاح الذي يقوم بوضع أطواق متفجرة حول أعناق باقي الأكوداما، لاحقاً يتبين أن طفل غامض هو من يتحكم في القطة ليجبر الأكوداما على تحريره مع أخته من خزنة في قطار الشينكانسين.
الأخت (妹، Imōto)
أداء صوتي: كانا إيتشينوسيه
فتاة غامضة وشقيقة الأخ الصغرى، إلتقى بها الأكوداما مع شقيقها أثناء مهمة سرقة شحنة قطار الشينكانسين.
أرنب (ウサギ، Usagi)
أداء صوتي: كورومي ماميا
شخصية أرنب يظهر في الإعلام كرمز لمدينة كانساي.
قرش (サメ، Same)
أداء صوتي: تشو
شخصية قرش تظهر في الإعلام كرمز لمدينة كانساي.

## الإنتاج
الأنمي الأصلي تم إنتاجه من قبل إستوديو بيرو وشركة ألعاب تو كيو [الإنجليزية]، وأعلن عنه في مارس 2020، تنسب القصة الأصلية إلى "كازوتاكا كوداكا [الإنجليزية]"، تولى «توموهيسا تاغوتشي» إخراج الأنمي مع «يوشيفومي ساساهارا» كمخرج مساعد، تمت كتابة النصوص من قبل «نوريميتسو كايهو»، بينما عملت «سيندي ياماوتشي» على تحوير تصميم الشخصيات الأصلي من قبل «روي كوماتسوزاكي» ليتناسب مع التحريك، تركيب الموسيقى من قبل «آيدا شيغيكازو»، أغنية المقدمة التي بعنوان «سرقة!!» تم أداؤها من قبل (سبارك!!ساوند!!شو)، بينما أغنية النهاية «مستعد» من أداء (أوراشيماساكاتاسين).
تم تأجيل عرض الأنمي من شهر يوليو حتى أكتوبر من عام 2020 بسبب تأثير جائحة فيروس كورونا المستجد، قامت فنيميشن بترخيص المسلسل لعرضه على مواقع الإنترنت في أمريكا الشمالية والجزر البريطانية، بينما تم ترخيصه لشركة واكانيم [الإنجليزية] في أوروبا، أما أستراليا ونيوزلندا فمن قبل شركة أنمي لاب.
نُشرت مانغا خاصة بالأنمي في مجلة (رينتا!) إنطلاقاً بفصلين و48 صفحة يوم 7 يوليو، وتصدر شهرياً بمعدل فصل واحد من 24 صفحة.
إلتقى مؤلف القصة «كوداكا» مع المخرج «تاغوتشي» أول مرة في الجامعة، وإنبهر تاغوتشي من «دانغانرونبا» أحد أعمال كوداكا ثم إقترح عليه العمل معاً على مشروع جديد، كلاهما كانا من معجبي أفلام (كلاب المستودع 1992، وخيال رخيص 1994، والمشتبه بهم المعتادون 1995)، وإستلهما القصة بنمط مشابه لإسلوب الكاتب الأمريكي كوينتن تارانتينو.
تضمن الأنمي 7 شخصيات في دور البطولة، مما جعل العاملون يقترحون تسميته «سبعة أكوداما» في البداية، إلا أن جاذبية فيلم «كلاب المستودع 1992» جعلتهم يطورون العمل بإضافة مميزات عليه منها إطلاق ألقاب على الشخصيات بدل إعطائها أسماءً، إضافة إلى أن تكون الشخصيات متمردة ومستقلة على عكس القصص المماثلة التي تُظهر الشخصيات يعتمدون على بعضهم البعض، وتأثيرات أخرى مستلهمة من أفلام مثل «بليد رنر» و«شبح في الهيكل»، ولأن تاغوتشي أراد إستقبال الجمهور الغربي أيضاً في القصة، قام بإختيار منطقة كانساي ومدينة أوساكا كموقع للأحداث بدلاً من طوكيو، لإعتقاده أنها تملك طابع يوحي أكثر باليابانية من مدينة طوكيو من وجهة نظر السياح الأجانب، ومن ثم إعتماد إتجاه فني يظهر شوارع أوساكا كما لو أنها في الستينيات والسبيعينيات.

### قائمة الحلقات
| ر. الإجمالي  | العنوان            | العنوان الأصلي                        | المخرج                                         | الكاتب                                                        | تاريخ العرض الأصلي | مرجع   |
| ------------ | ------------------ | ------------------------------------- | ---------------------------------------------- | ------------------------------------------------------------- | ------------------ | ------ |
| 1            | «سـبـ7ـعــة»       | SE7EN                                 | توموهيسا تاغوتشي                               | نوريميتسو كايهو توموهيسا تاغوتشي                              | 8 أكتوبر 2020      | [ 21 ] |
| 2            | «كلاب المستودع»    | RESERVOIR DOGS                        | يوشيفومي ساساهارا                              | نوريميتسو كايهو يوشيفومي ساساهارا توموهيسا تاغوتشي            | 15 أكتوبر 2020     | [ 22 ] |
| 3            | «مهمة: مسحيلة»     | MISSION:IMPOSSIBLE                    | هيكارو موراتا                                  | ريو موريسي يوشيفومي ساساهارا توموهيسا تاغوتشي                 | 22 أكتوبر 2020     | [ 23 ] |
| 4            | «سرعة»             | SPEED                                 | يوشينوري أوداكا                                | نوريميتسو كايهو توموهيسا تاغوتشي                              | 25 أكتوبر 2020     | [ 24 ] |
| 5            | «الرجل الميت يمشي» | DEAD MAN WALKING                      | تاكومي دوياما                                  | نوريميتسو كايهو ريو موريسي يوشيفومي ساساهارا توموهيسا تاغوتشي | 5 نوفمبر 2020      | [ 25 ] |
| 6            | «أخ»               | BROTHER                               | يوشيفومي ساساهارا                              | يوشيفومي ساساهارا توموهيسا تاغوتشي                            | 12 نوفمبر 2020     | [ 26 ] |
| 7            | «الأطفال الضائعين» | ロスト・チルドレン Rosuto・Chirudoren | هيكارو موراتا                                  | هيكارو موراتا توموهيسا تاغوتشي                                | 19 نوفمبر 2020     | [ 27 ] |
| 8            | «مطر أسود»         | BLACK RAIN                            | يوتا سوزوكي توموهيسا تاغوتشي يوشيفومي ساساهارا | توموهيسا تاغوتشي                                              | 26 نوفمبر 2020     | [ 28 ] |
| 9            | «الشروق»           | THE SHINING                           | توموهيسا تاغوتشي                               | توموهيسا تاغوتشي                                              | 3 ديسمبر 2020      | [ 29 ] |
| 10           | «بابل»             | BABEL                                 | هيكارو موراتا                                  | توموهيسا تاغوتشي                                              | 10 ديسمبر 2020     | [ 30 ] |
| 11           | «ألعاب الحرب»      | WAR GAMES                             | يوشيفومي ساساهارا                              | توموهيسا تاغوتشي                                              | 17 ديسمبر 2020     | [ 31 ] |
| 12 (الأخيرة) | «أكوداما درايف»    | アクダマドライブ Akudama Drive        | توموهيسا تاغوتشي                               | توموهيسا تاغوتشي                                              | 24 ديسمبر 2020     | [ 32 ] |

### إصدارات الفيديو المنزلية
| الإصدار | تاريخ الصدور    | عدد الأقراص | الحلقات |
| ------- | --------------- | ----------- | ------- |
| الأول   | 25 ديسمبر، 2020 | 1           | 1–2     |
| الثاني  | 29 يناير، 2021  | 1           | 3–4     |
| الثالث  | 26 فبراير، 2021 | 1           | 5–6     |
| الرابع  | 26 مارس، 2021   | 1           | 7–8     |
| الخامس  | 28 أبريل، 2021  | 1           | 9–10    |
| السادس  | 28 مايو، 2021   | 1           | 11–12   |

## ردود أفعال
صرحت لاورين اورسيني من شبكة أخبار الأنمي، أن أنمي «أكوداما درايف» من أكثر الأنميات التي تنتظرها في خريف 2020، وعند بدء عرض الحلقة الأولى منه، تلقى سلسلة من ردود فعل إيجابية متعددة من المعجبين ومراجعات تضمنت أوجه التشابه بين سلسلة «دانغانرونبا» من تأليف كوداكا نفسه وفيلم «بلايد رنر»، بينما وصف أحد المراجعين المسلسل بأنه «إنفعالي» بشكل مبالغ فيه.
موقع «فاندم بوست» أعطى الحلقة الأولى للأنمي تقييم "B" بينما حصلت الحلقة التالية على درجة "A" مع إشادتهم بتفاعل الممثلين والشخصيات بالإضافة إلى مشاهد القتال.
حصلت  الحلقة الأخيرة من المسلسل على إشادة موقع شبكة أخبار الأنمي وموقع «فاندم بوست»، لتمكن شخصية «المحتالة» من إحداث فوضى كبيرة في المجتمع وصلت لدرجة الهجوم على سلطة القانون، بالإضافة إلى أداء شخصية «الساعي» في مهمته الأخيرة عندما طلبت منه «المحتالة» حماية الأخ والأخت.
أدرج عدد من الكتّاب من موقع شبكة أخبار الأنمي مسلسل «أكوداما درايف» كأحد أفضل الأنميات بالنسبة لهم لعام 2020، بينما تصويت القراء في نفس الموقع وضع الأنمي في خانة تاسع أفضل أنمي لعام 2020.

## هوامش
- (أ): المقصود بأنها شخصية تمثل وجهة نظر وتساؤولات الجمهور للأحداث.